# Präriemammut

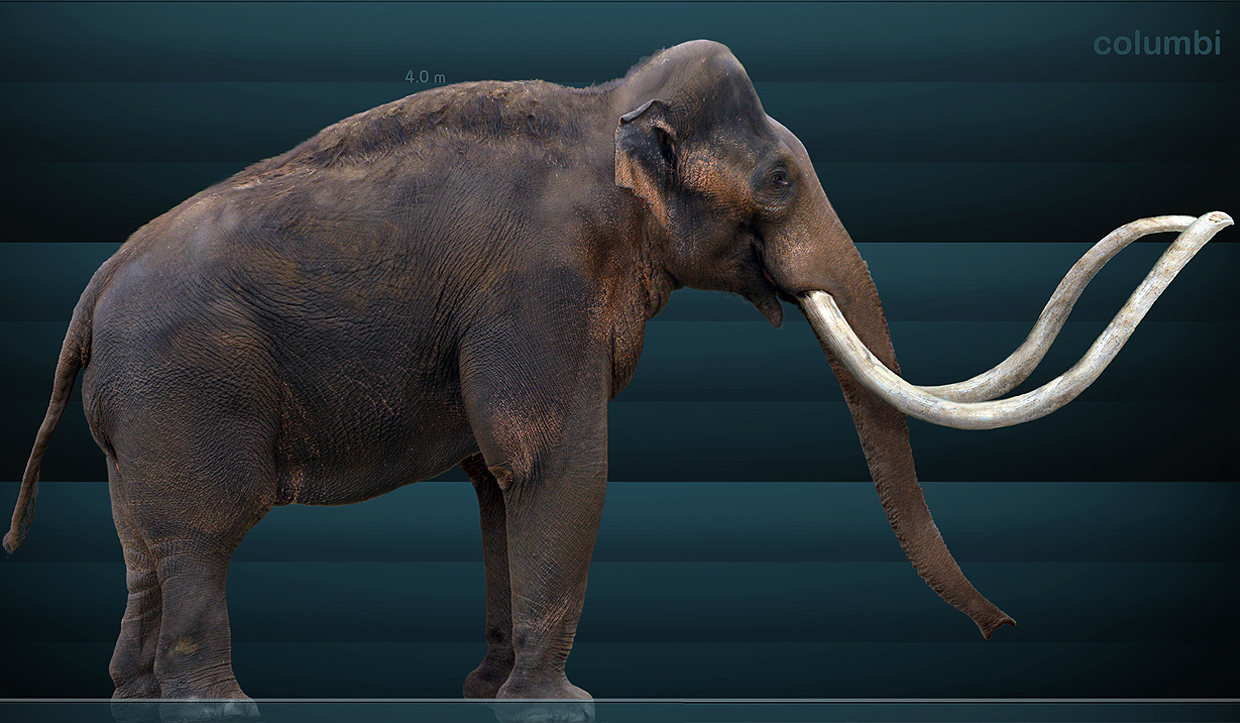
Lebendrekonstruktion eines Präriemammuts

Das Präriemammut (Mammuthus columbi), auch Kolumbianisches Mammut oder Amerikanisches Mammut genannt, ist eine ausgestorbene Art aus der Familie der Elefanten. Es gehört zu den größten Elefantenarten, die jemals gelebt haben. Ausgewachsene Bullen konnten eine Widerristhöhe von vier Metern erreichen und wogen bis zu 10 Tonnen.
Das Präriemammut war nahe verwandt mit dem Wollhaarmammut (Mammuthus primigenius), das allerdings ein nördlicheres Verbreitungsgebiet hatte. Es ist bis heute nicht geklärt, ob es ein Nachfahre des Steppenmammuts (Mammuthus trogontherii) war oder direkt aus dem  Südelefanten (Mammuthus meridionalis) hervorging, der vor etwa 1,8 Millionen Jahren nach Amerika einwanderte.

## Verbreitung
Das Präriemammut (Mammuthus columbi) lebte ab dem mittleren Pleistozän in weiten Teilen Nordamerikas. Am Ende des Pleistozäns vor etwa 10.000 Jahren starb es aus. Es lebte südlicher als das zeitgleich existierende Wollhaarmammut, und seine Überreste finden sich überall zwischen Kalifornien, Florida und den Großen Seen. Die nördlichsten Fundstellen liegen im heutigen Süd-Kanada, die südlichsten in Costa Rica. Ein Verbreitungsschwerpunkt waren wohl aber die zentralen Präriegebiete der USA.  Am Big Bone Lick, einem Fundort am Ohio River in Kentucky, fand man Präriemammuts, die mit einem Alter von 10.600 Jahren zu den jüngsten Funden zählen. Ein bei Nashville, Tennessee gefundenes Exemplar ist wahrscheinlich sogar erst vor rund 8000 Jahren gestorben.

## Lebensweise

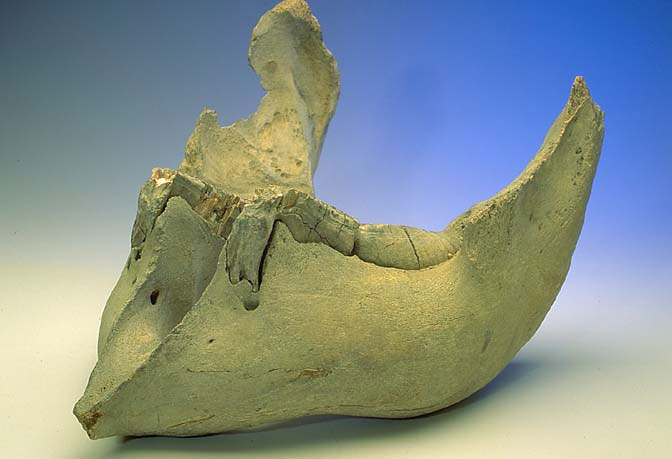
Unterkiefer eines jugendlichen Mammuts in der Dauerausstellung des Children’s Museum of Indianapolis

Dieses Mammut ernährte sich überwiegend von Gräsern und Riedgräsern. Über die Ernährungsweise dieser Tiere herrscht deshalb so große Sicherheit, weil man in fossilen Resten von Backenzähnen der Präriemammuts Pollen und andere pflanzliche Überreste fand. Bestätigt wurden diese Analysen durch die Dungfunde in der Bechan Cave, die von Präriemammuts vor 15.000 Jahren über einen Zeitraum von 1.500 Jahren genutzt wurde. Dort hatte sich über 300 Kubikmeter Mammutdung angesammelt, dessen Untersuchung zeigte, dass sich Präriemammuts zu 95 % von Gras ernährten.
Vermutlich fraß das Präriemammut jedoch auch die Früchte der Amerikanischen Gleditschie, des Milchorangenbaums (Maclura pomifera), der Koloquinte (Citrullus colocynthus) und des Geweihbaums (Gymnocladus dioicus). All diese Pflanzen bilden sehr große Früchte aus, die zu groß für die in Nordamerika lebenden herbivoren Tiere waren, bevor der Mensch wieder Pferde und Hausrind einführte.
Aufgrund der reichhaltigen Fossilfunde in Nordamerika konnte man auch das Sozialverhalten dieser Tiere weitgehend rekonstruieren. Sie lebten ähnlich wie die heute noch vorkommenden Elefantenarten in matriarchalischen Gruppen von zwei bis 20 Tieren, die unter der Leitung eines älteren Weibchens standen. Bullen hielten sich nur während der Brunftzeit in der Nähe der Herden auf. Ihre Kälber mussten sie gegen große Raubtiere verteidigen, was ihnen aber nicht immer gelang, wie Funde von hunderten junger Mammuts in der  Friesenhahn-Höhle beweisen, die neben einigen toten Säbelzahnkatzen der Gattung  Homotherium lagen.

## Die Paläoindianer und das Präriemammut
Knochen dieser Tiere findet man häufig in Verbindung mit menschlichen Hinterlassenschaften, was darauf hindeutet, dass sie von den ersten Einwanderern Amerikas, den Paläoindianern bejagt oder dass zumindest ihre Kadaver genutzt wurden. Ein Fundplatz liegt bei Naco am San Pedro in Arizona. Hier wurde ein Skelett eines erwachsenen Individuums gefunden, zusammen mit acht Clovis-Spitzen, einem charakteristischen Steingerät, die allesamt noch in wichtigen Körperstellen, wie Schädelbasis oder Schulterblatt lagen. Nur wenige Kilometer entfernt auf dem Gebiet der Lehner-Ranch sind Funde von 13 solcher Spitzen bekannt, vergesellschaftet mit ebenso vielen Kälbern. Ihr Alter datiert auf 11.200 Jahre. Auch in Clovis (New Mexico) sind solche Steingeräte überliefert. Hier treten sie zusammen mit Präriemammut, Pferd, Bison und anderen Tieren auf. Alle diese Funde gehören der Clovis-Kultur an, die bis vor 10.800 Jahren bestand und zu den frühesten Kulturgruppen der Paläoindianer gehört.
Figürliche Darstellungen des Präriemammuts, wie sie ähnlich für das Wollhaarmammut in Europa bekannt sind, waren bisher nicht überliefert. In Vero Beach (Florida) wurde vor wenigen Jahren ein Langknochen eines großen Säugetiers entdeckt, in dem eine solche Abbildung eingeritzt ist und der ein Alter von rund 13.000 Jahren aufweist. Die nur 7,5 cm lange Darstellung zeigt die markant abfallende Rückenlinie des Mammuts und deutlich gedrehte Stoßzähne.

## Taxonomie
Das Kaisermammut (Mammuthus imperator) und das Jeffersons Mammut (Mammuthus jeffersoni) werden heute meist zur Art des Präriemammuts (Mammuthus columbi) gerechnet. Dabei wurde das Kaisermammut wegen seiner altertümlichen Merkmale als Vorläuferform des Präriemammuts angesehen, wogegen das Jeffersons Mammut eher modernere Merkmale aufweist und als evolutive Weiterentwicklung betrachtet wurde.
Im Nachgang zur erstmaligen Erwähnung des Namens Elephas columbi im Jahr 1857 kam es zu einer Auseinandersetzung zwischen Hugh Falconer und seinen Kollegen Richard Owen und Charles Carter Blake. Falconer hatte 1857 in einer Veröffentlichung den Artnamen columbi für eine noch nicht beschriebene Art verwendet, von der ihm nur ein einzelner Backenzahn vorlag. Owen folgte 1859 mit dem Artnamen texianus für ein nordamerikanisches Mammut, ohne irgendwelche materiellen Belege anzugeben. Blake legte 1862 die Beschreibung von Elephas texianus vor, die sich ebenfalls auf einen Backenzahn stützte. Owen und Blake vertraten die Ansicht, dass der Artname texianus Vorrang haben müsse. Das begründeten sie auch damit, dass Falconer bei der Bildung des Artnamens einen schwerwiegenden Fehler gemacht habe. Seine Referenz auf Kolumbien, nach damaliger Auffassung der heutige Staat Venezuela und seine Nachbarländer, hätte columbiae geschrieben werden müssen. Einigkeit bestand darüber, dass Elephas columbi und Elephas texianus Synonyme sind. Falconer erwiderte 1863 barsch, dass jeder gebildete Naturforscher erkennen müsse, dass columbi sich auf den Entdecker Columbus bezieht. Die Priorität von Falconers Beschreibung wurde seither nicht mehr in Frage gestellt. Die falsche Bezeichnung Kolumbianisches Mammut und sogar ein unterstellter Bezug zur kanadischen Provinz British Columbia ziehen sich dennoch bis heute durch die Literatur.

## Stammesgeschichte
Das Präriemammut ist höchstwahrscheinlich aus dem Südelefanten (Mammuthus meridionalis) hervorgegangen, der schon vor 1,8 Mio. Jahren über die Bering-Brücke nach Amerika vordrang, wo Funde u. a. aus Alberta (Kanada) und Florida (USA) belegt sind. Es bildet dabei eine Schwesterlinie zum Wollhaarmammut, welches sich ebenfalls aus dem Südelefanten über das Steppenmammut (Mammuthus trogontherii) entwickelt hatte. Molekulargenetischen Analysen zufolge trennten sich beide Linien vor rund 2 Mio. Jahren. Von einigen Paläontologen wird der Ursprung des Präriemammuts auch im Südelefanten (Mammuthus meridionalis) gesehen. Erstmals trat das Rüsseltier im späten Altpleistozän vor 1,2 Millionen Jahren auf. Die vermutete Herleitung des Präriemammuts aus dem Steppenmammut konnte im Jahr 2021 ebenfalls genetisch untermauert werden. Verwendet wurden hierbei drei Mammutzähne aus dem nordöstlichen Sibirien. Einer der Funde, aus Chukochya, gehörte dem Wollhaarmammut an und datiert zwischen 0,5 und 0,8 Millionen Jahren. Die beiden anderen aus Adycha und Krestovka sind rund 1,2 und 1,0 Millionen Jahre alt und ähneln morphologisch denen des Steppenmammuts. Während der Adycha-Zahn genetisch wohl dem Steppenmammut näher steht, gehört demgegenüber der Krestovka-Fund einer Seitenlinie an, aus der sich aber später das Präriemammut entwickelte. Während dieses Prozesses war die Krestovka-Linie aber einem stärkeren Genfluss aus der Steppenmammut-Wollhaarmammut-Linie ausgesetzt.
Untersuchungen am vollständigen Genom des Präriemammuts zweier Individuen, die vor ca. 11.200 Jahren gestorben waren, erbrachten eine auffällige Übereinstimmung mit dem des Wollhaarmammuts. So wurde die schon vorher beim Wollhaarmammut identifizierte und als typisch für die ursprüngliche Einwanderungswelle charakterisierte Haplogruppe C nachgewiesen. Die Forscher gehen nun davon aus, dass sich beide Mammutarten in Amerika gekreuzt hatten. Wer aber der ursprüngliche Träger der Haplogruppe C war, kann im jetzigen Stadium der  Untersuchungen nicht gesagt werden. Beide Arten trafen wohl im Gebiet der Großen Seen zusammen, da sich hier ihre Verbreitungsareale überschneiden. Hier wurde auch das ursprünglich aufgrund seiner moderneren Merkmale, die teils dem Wollhaarmammut glichen, als eigenständige amerikanische Mammutart beschriebene Jeffersons Mammut häufig aufgefunden. Das Verwandtschaftsverhältnis zwischen Prärie- und Wollhaarmammut war ähnlich nah wie vergleichbar jenes zwischen dem Afrikanischen Elefanten (Loxodonta africana) und dem Waldelefanten (Loxodonta cyclotis).

## Das Zwergmammut als naher Verwandter
Das Zwergmammut, das ein Gewicht von nur 1.000 Kilogramm erreicht, ist das nächste verwandte Tier des Präriemammuts. Es lebte auf den Kanalinseln von Kalifornien und zeigt die Merkmale einer Inselverzwergung.